# Малий Барап
Малий Бара́п (каз. Кіші Барап) — село у складі Аккольського району Акмолинської області Казахстану. Входить до складу Кенеського сільського округу.
Населення — 311 осіб (2021; 424 у 2009, 434 у 1999, 588 у 1989).
Національний склад станом на 1989 рік:
- казахи — 72 %.